# Kernkraftwerk Visaginas
Das Kernkraftwerk Visaginas (litauisch Visagino atominė elektrinė, kurz VAE) sollte in Litauen am See Drūkšiai nahe der Stadt Visaginas an der belarussisch-litauischen Grenze entstehen. Der Bau ist nach einem negativen Referendum sowie einem Wahlsieg der dem Bau skeptisch gegenüberstehenden Oppositionsparteien allerdings unwahrscheinlich.

## Geschichte
Das Kraftwerk sollte die beiden 2004 und 2009 stillgelegten Blöcke des anliegenden Kernkraftwerks Ignalina ersetzen und Strom für Litauen, Estland, Lettland und Polen erzeugen, es sollte zukünftig mit dem ebenfalls nicht zu Ende gebauten russischen Kernkraftwerk Kaliningrad konkurrieren. Nachdem das polnische Parlament am 16. Mai 2011 mit 404 Stimmen bei 2 Gegenstimmen und 1 Enthaltung den Atomeinstieg beschlossen hatte, sollten an der Investitionsruine Żarnowiec (für ein Kernkraftwerk) zwei neue Leistungsreaktoren entstehen, die ebenfalls um Stromkunden in der Region hätten konkurrieren sollen. Zusätzlich wurde die 700-MW-Leitung „NordBalt“ von Klaipėda nach Nybro in Schweden gebaut, die entsprechenden Aufträge dazu wurden Ende Dezember 2010 von ABB gewonnen und beliefen sich auf etwa $ 580 Mio. Davon wurden € 175 Mio. von der Europäischen Union bereitgestellt. Eine weitere 350-MW-Leitung mit dem Namen Estlink soll zwischen Estland und Finnland entstehen.
Im Februar 2007 vereinbarten die drei baltischen Staaten und Polen den Bau eines Kernkraftwerks mit maximal 3200 MWe Leistung. Obwohl die Anlage in direkter Nähe zum alten Kraftwerk errichtet werden sollte, wurde sie nach der nahe gelegenen Stadt Visaginas benannt. Ebenfalls im Februar 2007 wurde mit der Umweltverträglichkeitsprüfung (UVP) begonnen, diese wurde ab August 2008 der Öffentlichkeit zugänglich gemacht. Das bereits benutzte Kühlwasser der Reaktoren sollte entweder direkt in den See, durch Kühltürme oder durch beides zusammen gekühlt werden. Die thermische Auswirkung auf den See sollte sich dabei nicht verändern. Das Kraftwerk sollte maximal 20 % des Oberflächenwassers auf eine Temperatur von höchstens 28 °C erwärmen. Für den Betrieb wurde im selben Monat die Visagino Atominė Elektrinė (VAE) gegründet.
Im April 2009 waren noch 11 Kraftwerkstypen in der Auswahl, im September wurde ein Finanzierungsplan vorgelegt und von der Regierung angenommen. Ein Investor sollte etwa 51 % der Anlage besitzen, den Rest die litauische Lietuvos Energija, die lettische Latvenergo und die estnische Eesti Energia sowie die Polska Grupa Energetyczna (PGE). Im April 2010 wurden die Angebote eingeholt, die Ausschreibung scheiterte jedoch im Dezember, als nur zwei Angebote eingingen, von denen eines nicht den Anforderungen entsprach und das andere der Korea Electric Power Corporation (KEPCO) nach zwei Wochen zurückgezogen wurde. Die beteiligten Regierungen bekräftigten jedoch ihr Festhalten an dem Projekt.
Am 2. Juni 2011 verkündete Energieminister Arvydas Sekmokas, dass zwei Angebote von Westinghouse und Hitachi-GE vorlägen, welche nun mit den Partnerländern diskutiert würden, und der Gewinner in den nächsten Monaten ausgewählt würde. Dabei waren die Typen AP1000 (Westinghouse) und ABWR (Hitachi-GE) in der Endausschreibung. Am 14. Juli 2011 wurde der ABWR von Hitachi-GE ausgewählt, von dem vorerst nur ein Block errichtet werden sollte. Visaginas wäre damit das erste Kernkraftwerk in Europa mit japanischen Reaktoren geworden. Der Kaufvertrag sollte Ende 2011 unterschrieben werden. Im Dezember 2011 wurde der Ausstieg der Polska Grupa Energetyczna (PGE) aus dem Konsortium bekannt; diese wollte sich auf den Bau von eigenen Kernkraftwerken in Polen konzentrieren.
Am 14. Oktober 2012 fand gleichzeitig mit der Parlamentswahl ein Referendum über einen Wiedereinstieg Litauens in die Kernenergienutzung statt, das aber für das Parlament nur „beratend“ und nicht bindend sein sollte. Die kernkraftkritischen Oppositionsparteien gewannen die Parlamentswahl, und beim Referendum entschieden sich 64,8 % der Teilnehmer gegen das Kraftwerk. Als Reaktion darauf betonten jedoch auch Mitglieder der neuen Regierung, am Bau des Kraftwerks grundsätzlich festhalten zu wollen und es wurde eine Arbeitsgruppe einberufen, die bis Mai 2013 eine Studie zur künftigen Energieversorgung des Landes und zur Finanzierung des Kernkraftwerkes anfertigte.
Infolgedessen wurde das Vorhaben als nun regionales – statt nationales – Projekt mit stärkerer internationaler Beteiligung neu ausgerichtet sowie bessere Finanzierungsmöglichkeiten untersucht.
Aufgrund der erfolgten Überarbeitung des Projektes, bei der die Bedenken der Kritiker berücksichtigt worden seien, des nun gesunkenen finanziellen Anteils, den Litauen beisteuern müsste und der geänderten politischen Situation in Osteuropa wurde ein weiteres Referendum angeregt.
Im Juli 2014 unterzeichneten Hitachi und das litauische Energieministerium eine Absichtserklärung bezüglich der Gründung eines Zwischenprojekts zur Realisierung der Anlage. Als frühester Baubeginn wurde mit Stand September 2015 das Jahr 2018 angegeben. Aussagen des litauischen Energieministers von 2022 deuten darauf hin, dass das Projekt mausetot ist.

## Daten der Reaktorblöcke
Das Kernkraftwerk Visaginas sollte zwei Blöcke bekommen, zuletzt war vorerst nur ein Block vorgesehen.
| Reaktorblock | Reaktortyp | Leistung | Baubeginn | Netzsynchronisation | Kommerzieller Betrieb | Abschaltung |
| ------------ | ---------- | -------- | --------- | ------------------- | --------------------- | ----------- |
| Visaginas-1  | ABWR       | 1300 MWe |           |                     |                       |             |
| Visaginas-2  | N/A        |          |           |                     |                       |             |